# Göcenek
Göcenek ist ein Dorf (Köy) im Landkreis Pülümür der türkischen Provinz Tunceli. Im Jahr 2011 lebten in Göcenek 9 Menschen.